# Aplocheilichthys nigrolateralis
Aplocheilichthys nigrolateralis е вид лъчеперка от семейство Poeciliidae.

## Разпространение
Видът е разпространен в Ангола.